# Милија Петровић
Милија Петровић (1825–1883) био је свештеник из Бољевца, погубљен због учешћа у Тимочкој буни. Његов зет, Маринко Ивковић, и син, Добросав Петровић, били су главне вође устаника у Бољевцу.

## Биографија

### Суђење
На суду је тврдио да је потпуно невин, те да је током побуне све време радио на смиривању народа. За главног коловођу побуне означио је свог зета, Маринка Ивковића, а као главне саучеснике Жику Миленковића, посланика из Планинице, бољевачке учитеље Нешу Магдића и Тихомира Маринковића, и среског писара Михаила Ступаревића. У очигледном покушају да спасе свог сина Добросава, једног од најистакнутијих побуњеника, тврдио је да је овога поп Маринко силом умешао у побуну.
Његова осуда на смрт била је очигледан пример пристрасности судија Преког суда. Док су поп Милија, поп Маринко и учитељ Миленко Првуловић, који за све време побуне никада нису узели оружје, осуђени на смрт и погубљени као коловође буне, далеко кривљи и насилнији Добросав Петровић, који је са пушком и револвером у руци силом гонио читава села на буну, везивао окружне начелнике,  командовао устаничком коњицом и учествовао у нападу на Зајечар, извукао се са временском казном (10 година робије) пошто је пристао да сведочи против својих сабораца као крунски сведок.